# Vila-sacra
Vila-sacra är en kommun i Spanien.   Den ligger i provinsen Província de Girona och regionen Katalonien, i den östra delen av landet, 600 km öster om huvudstaden Madrid. Antalet invånare är 671. Arean är 6,0 kvadratkilometer. Vila-sacra gränsar till Figueres, Peralada, Fortià och El Far d'Empordà. 
Terrängen i Vila-sacra är mycket platt.